# David Mach
David Mach (Methil, 18 de març de 1956) és un artista escocès que treballa dins de l'àmbit de l'escultura i de la instal·lació. Va acabar els seus estudis de primer grau en el Duncan Jordanstone College of Art, Dundee (Escòcia), i després els estudis de postgrau en el Royal College of Art, Londres. Formà part de la nova generació d'escultors britànics.
El seu art va guanyar un reconeixement en la dècada del 1980, sobretot gràcies a les seves escultures de gran dimensions situades en l'espai públic, com el Polaris, i les escultures per l'exposició interior fetes de grans quantitats de revistes, com, por exemple, Fuel For The Fire.

## Obra

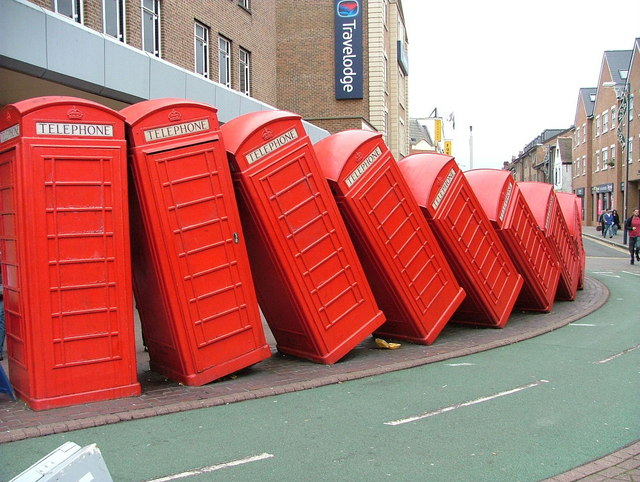
Obra de l'autor.

Les obres de Mach es basen el més sovint en l'ús de grans quantitats objectes idèntics. Així doncs, per exemple, la seva escultura Polaris (presentada a Riverside Studios a Londres) és un submarí de guerra de gran dimensions compost per pneumàtics usats. Diverses de les seves obres es componen de grans quantitats de revistes (l'artista sol utilitzar entre 10 i 30 tones de material per a una peça) unides per crear formes geomètriques o figuratives, com en el cas d'obres com Fuel For The Fire o Like a Virgin.
Els investigadors de la seva obra subratllen que Mach es refereix en la seva creació al consumisme de la societat actual. Les seves escultures es componen de grans quantitats de materials sobrants o rebutjats per denunciar la sobreproducció i l'excés del consum al món d'avui.
A més, els investigadors comenten que ja des del principi de la seva creació artística, a Mach li interessa la qüestió del paisatge i de l'espai públic. Per tant, sovint situa la seva obra a l'exterior, per exemple, en parcs i en centres comercials.
Aquesta presència en l'espai públic està vinculat amb un altre tret de l'obra de Mach, o sigui, la seva voluntat d'una creació col·lectiva. El seu art depèn d'una solidaritat i d'un treball en grup: els materials que utilitza li estan donats o prestats, moltes vegades amics o assistents ajuden a muntar les obres.
El mateix artista subratlla que té importància el fet de crear obres de gran grandària, com diu "Estimo la idea d'ésser excessiu amb l'art, fent grans declaracions, grans gestos". Comenta també que just els moments de recessió és quan cal fer coses grans, no només tota l'estona reduir – per això també les seves obres cada vegada creixen.
Algunes de les seves obres, com el Polaris, han despertat polèmiques polítiques.

## Premis i beques

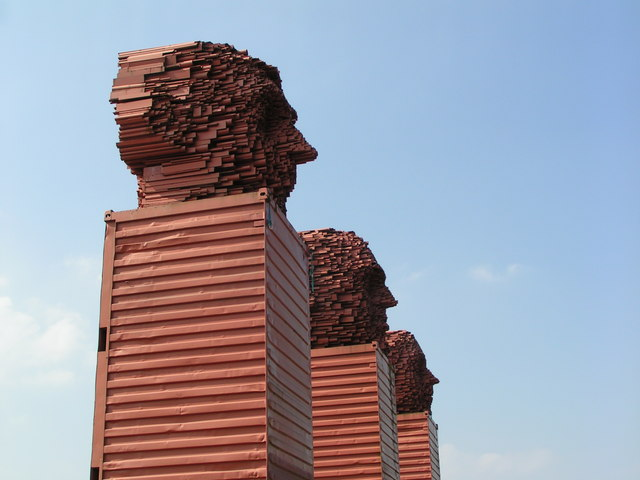
"The Big Heids", obra de l'autor.

### Premis
- Pat Holmes Memorial Prize (1975)
- RCA Drawing Prize (1988)
- Lord Provost's Prize, RGI, Glasgow (1992)
- nominat a Turner Prize, Tate Gallery, Londres (1988)

### Beques
- Duncan of Drumfork Travelling Scholarship (1976)
- SED Minor Travelling Scholarship (1977)
- SED Major Travelling Scholarship (1978)

## Exposicions
La seva primera exposició individual va tenir lloc el 1981 en Richard Booth Bookshop, Hay-on-Wye, Gal·les, i després va tenir moltes exposicions (tant individuals com col·lectives) per tot el món —en distints països d'Europa, d'Amèrica del Sud, d'Amèrica del Nort i d'Àsia— en institucions d'art reconegudes, entre d'altres, Fundació Joan Miró de Barcelona (1987), Tate Gallery de Londres (1988), Museum of Contemporary Art, San Diego (1994).
La seva instal·lació a l'Espai 10 de la Fundació Joan Miró de 1987 va consistir en un arbre sostingut per ossets de peluix, nines Barbie i pantalons fúcsia en un exercici d'ironia narrativa que contrastava el ready made natural amb el kitsch dels objectes infantils de consum massiu. Al cap d'uns mesos, l'artista va presentar una altra mostra individual a la sala Metrònom.